# The Pathless
The Pathless est un jeu vidéo d'action-aventure développé par Giant Squid et édité par Annapurna Interactive, sorti le 12 novembre 2020 sur Windows, PlayStation 4, PlayStation 5 et iOS.

## Système de jeu
The Pathless est un jeu d'action-aventure en vue à la troisième personne se déroulant dans un monde ouvert. Le joueur incarne une archère accompagnée de son aigle.

## Développement
The Pathless est développé par le studio Giant Squid dont c'est la deuxième réalisation après Abzû. Il est annoncé en décembre 2018 aux Game Awards. Initialement prévu pour 2019, il sort finalement le 12 novembre 2020 sur Windows, PlayStation 4, PlayStation 5 et iOS.
La bande-son est réalisée par le compositeur Austin Wintory.

## Accueil
The Pathless reçoit un accueil critique « généralement favorable », recevant sur l’agrégateur Metacritic entre 77/100 et 80/100 selon la plate-forme,,.